# Harmatti
Harmatti är en ö i Finland. Den ligger i Skärgårdshavet och i kommunen Nådendal i den ekonomiska regionen  Åbo ekonomiska region i landskapet Egentliga Finland, i den sydvästra delen av landet. Ön ligger omkring 27 kilometer väster om Åbo och omkring 180 kilometer väster om Helsingfors.
Öns area är 4 hektar och dess största längd är 310 meter i nord-sydlig riktning. I omgivningarna runt Harmatti växer i huvudsak barrskog. Runt Harmatti är det ganska glesbefolkat, med 29 invånare per kvadratkilometer. Närmaste större samhälle är Nådendal, 13,8 km öster om Harmatti.